# Hecatera
Hecatera là một chi bướm đêm thuộc họ Noctuidae.

## Các loài
- Hecatera agrapha (Boursin, 1960)
- Hecatera bicolorata (Hufnagel, 1766)
- Hecatera cappa (Hübner, [1809])
- Hecatera confusa (Sugi, 1982)
- Hecatera confusa Leech, 1900
- Hecatera constantialis (Boursin, 1960)
- Hecatera corsica (Rambur, 1832)
- Hecatera deserticola (Staudinger, 1879)
- Hecatera digramme (Fischer von Waldheim, 1820)
- Hecatera disjuncta Hacker & Fibiger, 1999
- Hecatera dysodea – Small Ranunculus (Denis & Schiffermüller, 1775)
- Hecatera filipjevi (Draudt, 1934)
- Hecatera fixseni (Christoph, 1882)
- Hecatera maderae (Bethune-Baker, 1891)
- Hecatera mirabilis (Staudinger, 1888)
- Hecatera rhodocharis (Brandt, 1938)
- Hecatera weissi (Draudt, 1934)

## Hình ảnh

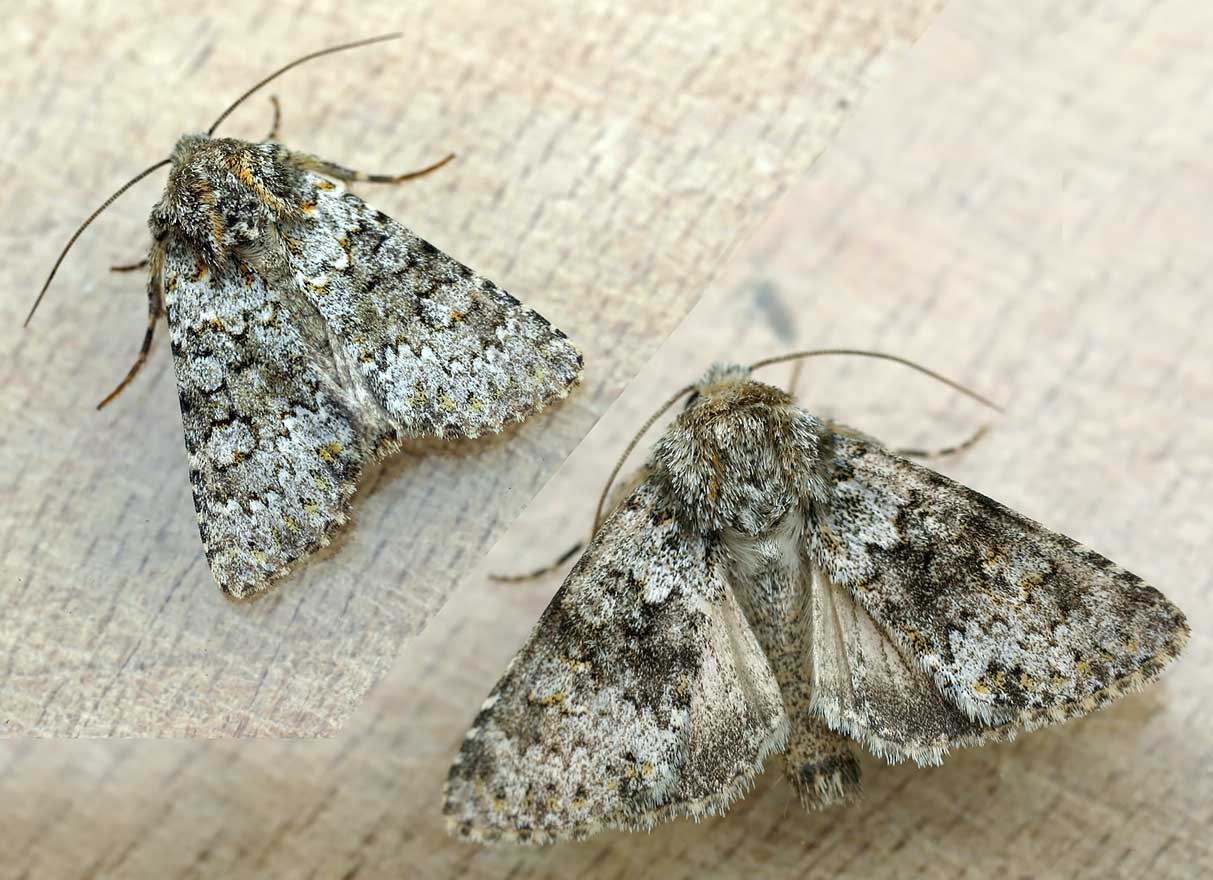